# Vukota Pavić
Vukota Pavić (in montenegrino Вукота Павић; Nikšić, 3 febbraio 1993) è un cestista montenegrino.

## Palmarès
- Campionato montenegrino: 1

Mornar Bar: 2017-18